# 呉基地業務隊
呉基地業務隊（、略称：呉基業（）、英称：Kure Base Service Activity、英略称：K-BSA）とは、海上自衛隊の部隊及び機関に係る厚生、会計、給養、車両、施設及び海上予備員の収容その他の業務を行うことを任務とする部隊である。

## 沿革
- 1987年（昭和62年）
  - 7月1日：呉基地業務隊を呉地方隊隷下に新編[注 2]。

## 部隊編成
- 総務科
  - 呉基地業務隊付
- 厚生科
- 会計科
- 車両科
- 施設科
- 補充部
  - 補充部付